# 伊格爾鎮區 (阿肯色州波爾克縣)
伊格爾鎮區（英語：Eagle Township）是位於美國阿肯色州波爾克縣的一個行政鎮區。

## 地方資料
伊格爾鎮區的面積為46.29平方千米，當中陸地面積為46.01平方千米，而水域面積為0.28平方千米。根據2010年美國人口普查的數據，當地共有人口615人，而人口密度為每平方千米13.29人。